# کورتیس گود
کورتیس گود (انگلیسی: Curtis Good؛ زاده ۲۳ مارس ۱۹۹۳) یک بازیکن فوتبال است.